# Неонацизм в США

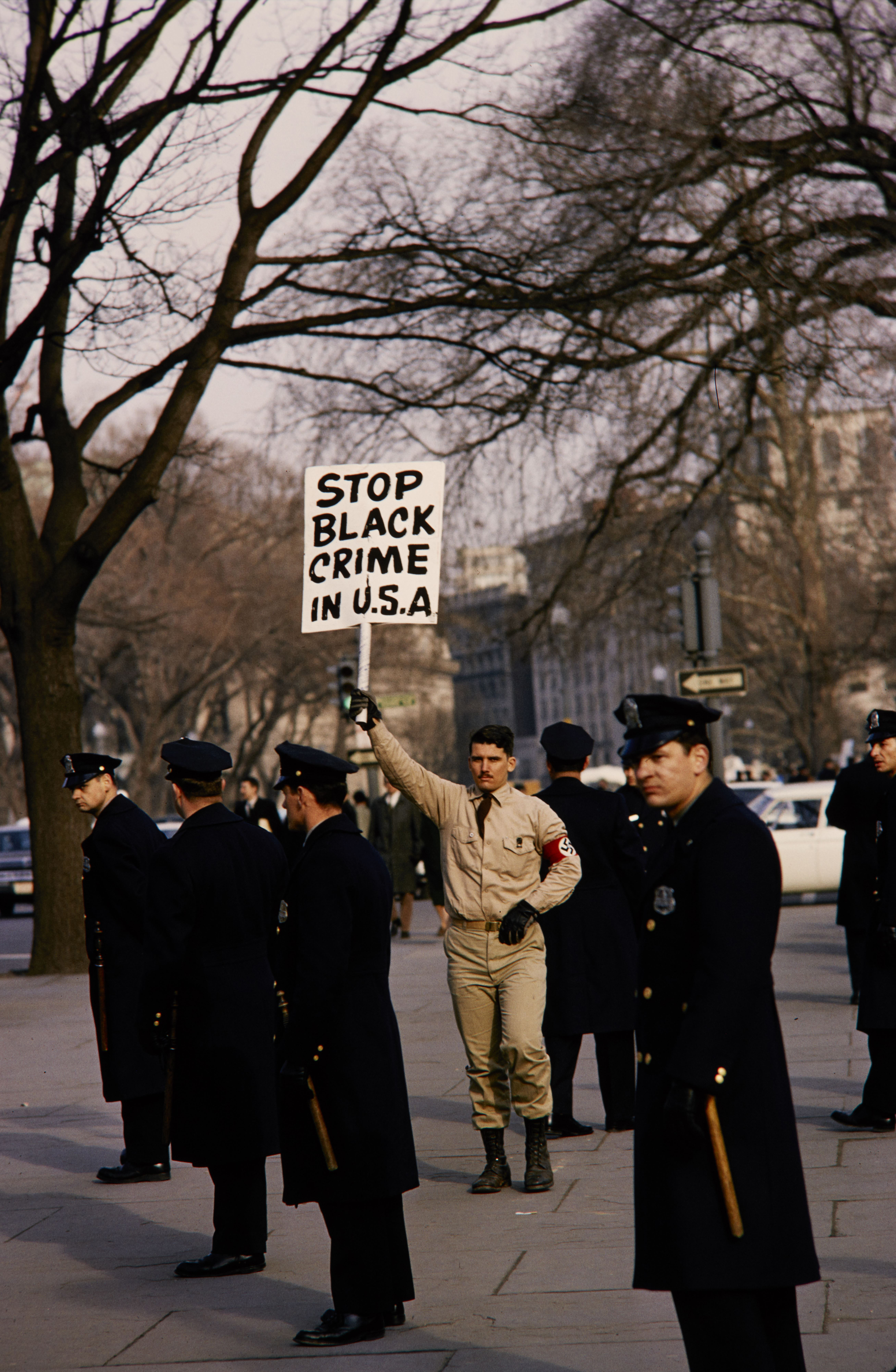
Член Американской нацистской партии у Белого дома, 1965

Неонацизм в Соединённых Штатах представлен несколькими организациями и группами. Крупнейшей неонацистской организацией является «Национал-социалистическое движение» (НСД), насчитывающее около 400 членов в 32 штатах.

## Идеология
Многие неонацисты предполагают создать автократическое государство по образцу нацистской Германии, которое будет называться «Западным империумом». Считается, что это государство сможет достичь мирового господства, объединив под единым военным командованием ядерные арсеналы четырёх главных «арийских» мировых держав, США, Великобритании, Франции и России. Это государство должна возглавить фигура, наподобие фюрера, называемая «vindex» («спаситель», «каратель»). Территория государства будет включать все регионы, населённые «арийской расой», как её понимают неонацисты. Полноправными гражданами государства станут только представители «арийской расы». «Западный империум» приступит к реализации динамичной программы освоения космоса, за которой последует создание с помощью генной инженерии «суперрасы» «Homo Galactica». Идея «Западного империума» основана на концепции «Империума», изложенной в книге 1947 года «Империум: философия истории и политики» Фрэнсиса Йоки. В начале 1990-х годов эта концепция была дополнена, расширена и уточнена в брошюрах, опубликованных британцем Дэвидом Мьяттом.

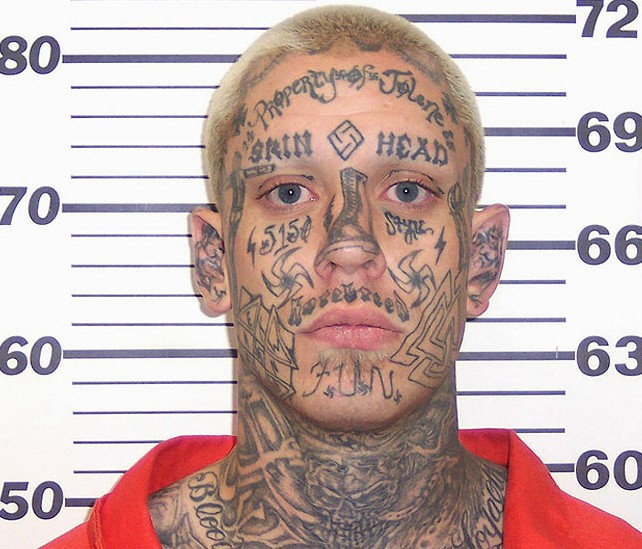
Кертис Майкл Олджер, американский скинхед-убийца с татуировками в виде нацистских, неонацистских и неоязыческих символов

Под влиянием теософии Елены Блаватской находилась идеология Джеймса Мадоле, основателя и лидера Партии национального возрождения, созданной в 1949 году. Елена Блаватская разработала расовую теорию эволюции, согласно которой «белая раса» была «пятой коренной расой», называемой «арийской расой». Согласно Блаватской, арийцам предшествовали атланты, погибшие во время потопа, затопившего континент Атлантиду. Три расы, предшествовавшие атлантам, по мнению Блаватской, были протолюдьми; это были лемурийцы, гиперборейцы и первая коренная астральная раса. На этом учении основана идея Мадоле, что «арийской расе» поклонялись как «белым богам» с незапамятных времён. Мадоле предложил создать структуру управления, основанную на индуистских законах Ману и индийской иерархической кастовой системе.
В 1966 году американский физик Уильям Пирс оставил преподавательскую деятельность и начал сотрудничать с неонацистским деятелем Джорджем Рокуэллом, вступив в Американскую нацистскую партию, основанную Рокуэллом. После убийства Рокуэлла в 1967 году Пирс стал одной из самых заметных фигур движения сторонников превосходства «белых» в США. В 1974 году он основал американскую неонацистскую организацию «Национальный альянс». Под псевдонимом Эндрю Макдональд выпустил роман «Дневники Тёрнера» (1978), фактически заменивший для американских и европейских неонацистов «Майн Кампф» Гитлера. Роман призывает к межрасовой войне, он описывает «белую расовую (расистскую) революцию», организованную расистской организацией для уничтожения мультикультурализма в конце XXI века. Уничтожение представителей «чёрных рас» и евреев, а также «предателей белой расы» заявлено как единственное возможное решение социальных проблем, угодное неназванному божеству. В книге говорится об «уникальной роли евреев как элемента, способствующего распаду народов и цивилизаций». Описывается уничтожение этнических меньшинств, прежде всего евреев; уничтожение наиболее крупных русских городов и превращение Сибири и Дальнего Востока в радиоактивную пустыню; уничтожение населения всего Азиатского континента, включая всех китайцев. Эта «арийская революция» представлена автором как завершение Холокоста. «Дневники Тёрнера» и другие публикации Пирса, как и идеология «Национального альянса», неоднократно побуждали поклонников к совершению грабежей и убийств, стимулировав неонацистский терроризм в Великобритании и США, в частности, вызвав теракт в Оклахома-Сити в 1995 году.

Предполагаемый Северо-Западный территориальный императив

Многие идеи сторонники идеи превосходства «белой расы» предлагали северо-запад Тихого океана (Вашингтон, Орегон, Айдахо и часть Монтаны) в качестве территории для создания белого этногосударства. Идею создать на этой земле Северо-Западный территориальный императив продвигали Ричард Гирнт Батлер, Роберт Джей Мэтьюс, Дэвид Лэйн и Гарольд Ковингтон, а также террористическая организация сторонников превосходства «белой расы» «The Order», неонацистская организация «идентичного христианства» «Арийские нации», группа НС-скинхедов «Фольксфронт» и «Северо-Западный фронт» и др.
Некоторые группы, рассматривали другие районы как территории для потенциального белого этногосударства, в первую очередь Юг США, что предлагала, например, самопровозглашённая «южная националистическая Лига Юга» (LS), учитывавшая историю сепаратизма Юга, который был независимой нацией в качестве Конфедеративных Штатов Америки (1861—1865). «Сеть защитных стен» (Shield Wall Network, SWN) Билли Ропера, неонацистская организация, расположенная в Маунтин-Вью, штат Арканзас, стремится построить «белое этногосударство» в регионе Озарк и связана с другими сепаратистскими группами, такими как Ку-клукс-клан (ККК); «Партия рыцарей», расположенная недалеко от Гаррисона, штат Арканзас; Лига Юга (LS); и «Национал-социалистическое движение» (NSM) ныне несуществующий «Националистический фронт». Ныне несуществующая неонацистская организация «Традиционалистская рабочая партия» (TWP), возглавляемая Мэтью Хаймбахом, стремилась создать белое этногосударство под названием «Авалон».

## История
В Соединённых Штатах и Великобритании нацизм был возрождён как экстремистская реакция на коммунизм, либерализм и особенно на десегрегацию афроамериканцев и цветных иммигрантов. В поисках радикальной контридеологии американские и британские неонацисты опирались на образ Гитлера и идеологию национал-социализма, противопоставляя их либерализму и присутствию этнических меньшинств. Их подпольные публикации восхваляют национал-социализм как расовую политику, гарантирующую всемирное лидерство «белой расы» на все времена.
В 1950-х — 1970-х годах неофашистские и неонацистские группировки занимались имитацией прошлого, используя униформу, флаги со свастикой и марши. Крайне правые политические партии оставались прерогативой радикалов, вербовка ограничивалась теми, кто восхищался фашизмом или был убеждённым антисемитом. Видными фигурами этого времени в англо-американском неонацизме были Джордж Линкольн Рокуэлл, основатель Американской нацистской партии и Колин Джордан, глава британского «Национал-социалистического движения». Отличительной чертой неонацистских культов, связанных с этими деятелями, их преемниками и последователями в послевоенном англо-американском мире, была историческая преданность опыту нацистской Германии, в условиях когда всеобщее осуждение Третьего рейха и Холокоста заблокировало любую перспективу их политического успеха.
Американский неонацизм, представленный Джорджем Рокуэллом и его преемниками, принял нацистский взгляд на евреев как на катализатор либерального общества, продвигающий коммунизм, гражданские права и смешение рас. Однако к концу 1950-х годов это неонацизм в основном опирался на оппозицию «белых» гражданским правам чернокожих, расовой интеграции и позитивным действиям. Британские неонацистские группы также возникли как реакция на быстро растущий уровень «цветной» иммиграции с конца 1950-х годов. Американский неонацистский лозунг «власть белых» («white power») был близок к британскому призыву «сохранить Британию белой». Когда американские чернокожие начали получать равные гражданские права, а цветные иммигранты стали политически утверждаться в Великобритании в 1980-х годах, среди неонацистских групп распространилась идея, что господство «белой расы» находится под угрозой на исконных землях «белых» этнических групп.
В 1966 году американский физик Уильям Пирс оставил преподавательскую деятельность и начал сотрудничать с неонацистским деятелем Джорджем Рокуэллом, вступив в Американскую нацистскую партию, основанную Рокуэллом. После убийства Рокуэлла в 1967 году Пирс стал одной из самых заметных фигур движения сторонников превосходства «белых» в США. В 1974 году он основал американскую неонацистскую организацию «Национальный альянс». Под псевдонимом Эндрю Макдональд выпустил роман «Дневники Тёрнера» (1978), фактически заменивший для американских и европейских неонацистов «Майн Кампф» Гитлера. Книга и другие публикации Пирса, как и идеология «Национального альянса», неоднократно побуждали поклонников к совершению грабежей и убийств, стимулировав неонацистский терроризм в Великобритании и США, в частности, вызвав теракт в Оклахома-Сити в 1995 году.
Следуя примеру Джеймса Мадоле, принявшего теософию и индуистскую кастовую иерархию, неонацистская идеология включила в себя восточные темы в мистических доктринах Савитри Деви и Мигеля Серрано, которые в настоящее время являются значимыми для расистского подполья.
В начале 1970-х сатанистские группы в США обращались к нацистской тематике как символу запретной, тёмной стороны жизни. В 1990-х годах возникли уже собственно нацистские сатанинские культы, связывающими антихристианское неоязычество с трансгрессивным восхвалением Гитлера и Третьего рейха. В Америке, Европе и Австралии такие «тёмные» ложи обращаются к вульгарному ницшеанскому поклонению силе, прикреплённому антихристианскими, элитарными и социал-дарвинистскими доктринами.
В 1980-х и 1990-х годах в ультраправой среде Европы и Америки произошло возрождение, особенно среди неблагополучной «белой» молодежи и групп с низкими доходами, которые всё больше маргинализировались новыми высокотехнологичными отраслями и растущей интеграцией этнических меньшинств. Быстрый рост миграции из Латинской Америки и стран третьего мира в Соединённые Штаты и миграция из развивающихся стран в Западную Европу стали поводом для расистских настроений.
В этот период в Соединённых Штатах доктрина «христианской идентичности» соединила христианский дуализм с теологией, в которой евреи считаются проклятыми потомками сатаны. Афроамериканцы, азиаты, выходцы из Латинской Америки и все другие «цветные» рассматриваются как «грязные» расы, которые разбавляют своей кровью и уничтожают «арийскую расу» на её традиционных территориях. Эти группы используют нацистскую демонологию и апокалиптику, поклонение Гитлеру и символику Третьего рейха для активизации насилия в стремлении к созданию государства белой расы. Другие группы соединяют идеи расизма со скандинавскими языческими религиями. В этих направлениях руны считаются магическими знаками наследия предков и мистической кровной верности. В Соединённых Штатах, Великобритании, Германии и скандинавских странах неоязыческие расистские группы развивают идеи рун, магии и мифологии скандинавских персонажей Вотана, Локи и Фенрира.
Фрэнсис Йоки сформулировал мифическую философию истории, в соответствии с которой европейские расы временно выведены из строя чужеродным еврейским влиянием, но должны исполнить своё предназначение, создав могущественный «новый Империум» или мировую империю.

## Организации
После Второй мировой войны образовались новые организации с разной степенью поддержки нацистских идей. Партия прав национальных штатов, основанная в 1958 году Эдвардом Ридом Филдсом и Дж. Б. Стоунером, противостояла расовой интеграции на Юге Соединённых Штатов, использую для этого публикации и символику, вдохновленные нацизмом. Американская нацистская партия, основанная Джорджем Линкольном Рокуэллом в 1959 году, получила широкое освещение в прессе благодаря своим публичным демонстрациям. Рокуэлл был основной фигурой в национал-социалистическом движении в послевоенной Америке и именовался «американским Гитлером».
С 1962 ряд легально осуществляющих свою деятельность неонацистских движений и организаций объединены во «Всемирный союз национал-социалистов» (ВСНС; World Union of National Socialists, WUNS).
К числу легально действующих неонацистских организаций, не входящих в ВСНС принадлежат Национал-социалистическое движение 88 (НСД88), которое действует в США, Канаде, Великобритании, Швеции, ЮАР, Австралии, Новой Зеландии; партии и группировки в странах: США — Национальный альянс, Американская нацистская партия, Белые националисты Запада, Белая революция, Рыцари Белой Камелии ККК, Национал-социалистическая немецкая рабочая партия за рубежом. В США, как и в ряде других стран, действует также британский «Combat 18».
В 1978 году был создан Институт пересмотра истории, отрицающий Холокост и связанный с неонацизмом.
По состоянию на 2005 год в США действовало около 500 ультраправых групп расистской и неофашистской направленности.
В 2013 году сторонник превосходства «белой расы» Крейг Кобб предпринял попытку захвата небольшого городка Лейт, Северная Дакота, и превратить его в неонацистский анклав; это не удалось из-за жестокого поведения Кобба по отношению к жителям Лейта, в результате чего он был арестован. Эти события легли в основу документального фильма «Добро пожаловать в Лейт».

## Законность и противодействие

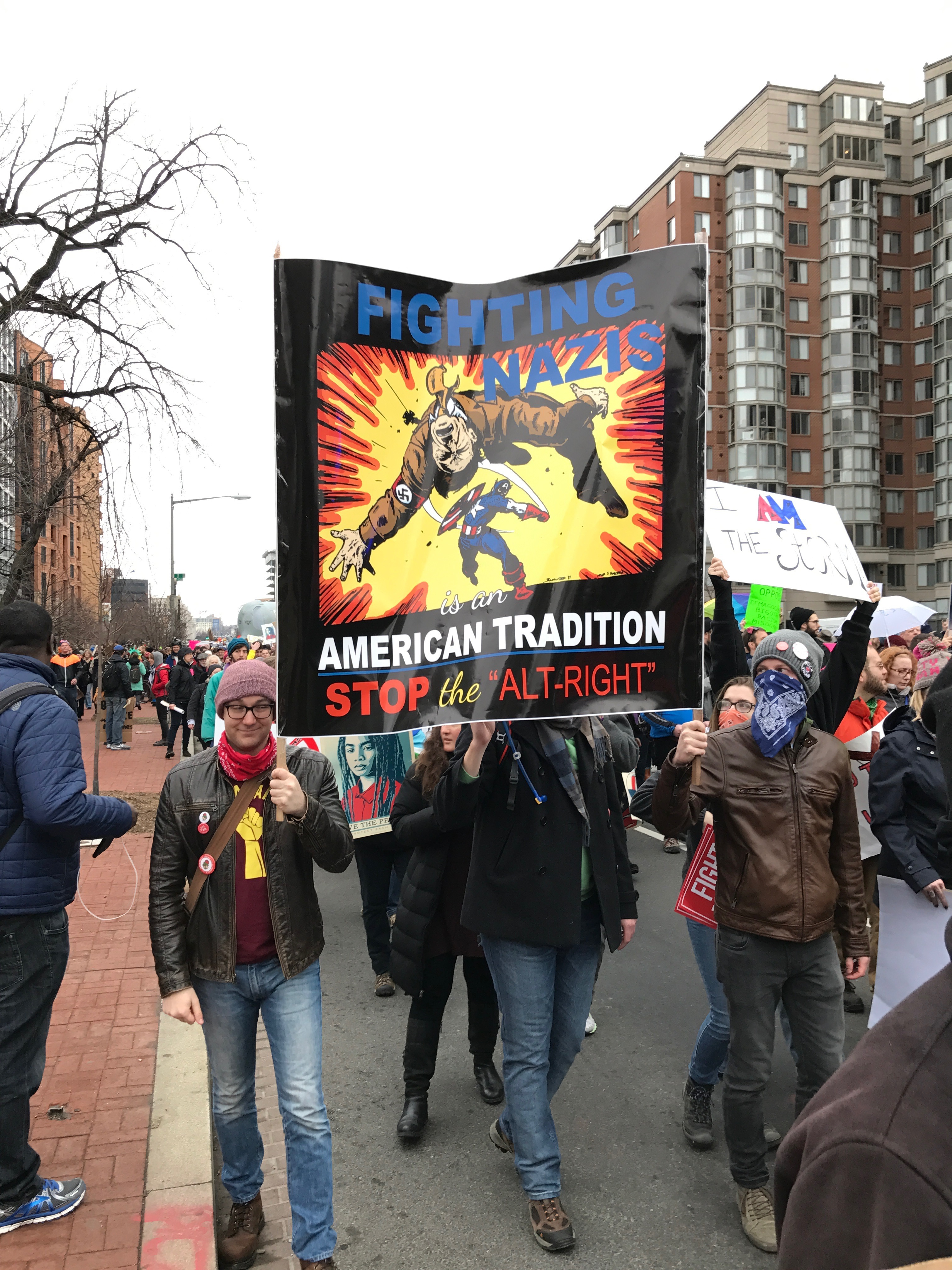
Плакат на протестах против инаугурации Дональда Трампа, 2017

Первая поправка к Конституции США гарантирует свободу слова, что предоставляет политическим организациям большу́ю свободу, в частности, в выражении нацистских, расистских и антисемитских взглядов. Знаковым прецедентом, связанным с Первой поправкой, стало дело Национал-социалистическая партия Америки против Скоки, когда неонацисты планировали провести свой марш в преимущественно еврейском пригороде Чикаго. Марш в Скоки так и не состоялся, но решением суда неонацистам было разрешено провести серию демонстраций в Чикаго.
Организации, информирующие об неонацистской деятельности в США, включают Антидиффамационную лигу и Южный центр правовой защиты бедноты. Американские неонацисты нападают на меньшинства и притесняют их.
В 2020 году ФБР переклассифицировало неонацистов, отнеся их к тому же уровню угрозы, что и ИГИЛ. Крис Рэй, директор Федерального бюро расследований, заявил: «Террористическая угроза не только разнообразна, но и неумолима».